# Kawanishi
Kawanishi – japońska wytwórnia lotnicza założona w 1920 roku.
Wybrane konstrukcje:
- Kawanishi N1K - samolot myśliwski.
- Kawanishi N1K-J
- Kawanishi H6K - łódź latająca
- Kawanishi H8K
- Kawanishi Baika
- Kawanishi K-200